# Archidiocèse de Kansas City
L'archidiocèse de Kansas City (Archidioecesis Kansanopolitana) est un siège  métropolitain de l'Église catholique aux États-Unis sis à Kansas City dans le Kansas. En 2016, il comptait 219.236 baptisés pour 1.357.512 habitants. Il est tenu par Shawn McKnight.

## Territoire
L'archidiocèse comprend 21 comtés de la partie nord-orientale du Kansas : Anderson, Atchison, Brown, Coffey, Doniphan, Douglas, Franklin, Jackson, Jefferson, Johnson, Leavenworth, Linn, Lyon, Marshall, Miami, Nemaha, Osage, Pottawatomie, Shawnee, Wabaunsee et Wyandotte.
Le siège archiépiscopal est à Kansas City, où se trouve la cathédrale Saint-Pierre (St. Peter).
Le territoire s'étend sur 32.425 km² et il est subdivisé en 105 paroisses.

### Province ecclésiastique
La province ecclésiastique de Kansas City, instituée en 1952, comprend les diocèses suffragants suivants :
- diocèse de Dodge City,
- diocèse de Salina,
- diocèse de Wichita.

## Histoire
Le vicariat apostolique du Territoire indien à l'Est des Montagnes Rocheuses fut érigé le 19 juillet 1850 par le bref apostolique Postulat apostolici de Pie IX, recevant son territoire du diocèse de Saint-Louis (aujourd'hui archidiocèse). Le vicariat apostolique comprenait le Kansas, le Nebraska, le Dakota du Nord et du Sud, le Colorado, le Wyoming et le Montana, un territoire allant du Missouri aux Montagnes Rocheuses et du Texas à la frontière canadienne. Le missionnaire jésuite français Jean-Baptiste Miège en est le premier vicaire apostolique.
Le 6 janvier 1857, une partie de son territoire en est séparé pour la création du vicariat apostolique du Nebraska (aujourd'hui archidiocèse d'Omaha). Celui-ci devient le 'vicariat apostolique du Kansas'.
Le 22 mai 1877, le vicariat apostolique est élevé en diocèse , assumant le nom de diocèse de Leavenworth par le bref Expositum est nobis de Pie IX. Le diocèse est alors suffragant de l'archidiocèse de Saint-Louis.
Le 2 août 1887, il cède  des portions de territoire à l'avantage des nouveaux diocèses de Concordia (aujourd'hui diocèse de Salina) et de Wichita.
Le 29 mai 1891, le siège épiscopal est transféré de Leavenworth à Kansas City par le bref Quae rei sacrae de Léon XIII. Un document de la Propaganda Fide du 4 mars 1897 spécifie que le changement du siège ne doit pas modifier le nom du diocèse.
Le 1er juillet 1897, il cède une autre portion territoriale pour l'agrandissement du diocèse de Concordia.
Le 10 mai 1947, il prend le nom de diocèse de Kansas City.
Le 9 août 1952, il est élevé au rang d'archidiocèse métropolitain par la bulle pontificale Grave sane officium de Pie XII.

## Statistiques
- En 1950, il comptait 80.000 baptisés pour 594.289 habitants (13,5%), 325 prêtres (114 diocésains et 211 réguliers), 433 religieux et 1.495 religieuses dans 133 paroisses
- En 1965, il comptait 135.000 baptisés pour 780.137 habitants (17,3%), 381 prêtres (130 diocésains et 251 réguliers), 361 religieux et 1.649 religieuses dans 127 paroisses
- En 1976, il comptait 138.500 baptisés pour 888.028 habitants (15,6%), 282 prêtres (126 diocésains et 156 réguliers), 210 religieux et 815 religieuses dans 99 paroisses
- En 1999, il comptait 190.418 baptisés pour 952.000 habitants (20%), 172 prêtres (97 diocésains  et 75 réguliers), 203 religieux et 810 religieuses dans 119 paroisses
- En 2004, il comptait 191.203 baptisés pour 1.193.425 habitants (16%), 160 prêtres (101 diocésains et 59 réguliers), 74 religieux et 644 religieuses dans 118 paroisses
- En 2016, il comptait 219.236 baptisés pour 1.357.512 habitants (16,1%) 179 prêtres (121 diocésains et 58 réguliers, 25 diacres permanents, 77 religieux et 435 religieuses dans 105 paroisses[5].

### Articles liés
- Liste des juridictions catholiques aux États-Unis
- Église catholique aux États-Unis